# Contraofensiva din Harkov (2022)
Contraofensiva din Harkov este o ofensivă în curs de desfășurare a Forțelor Armate ale Ucrainei pe teritoriul ocupat de Rusia din regiunea Harkov, care a fost lansată pe 7 septembrie 2022. Contraofensiva se desfășoară sub comanda generalului Oleksandr Sîrskîi, care este considerat arhitectul acesteia. Până pe 17 octombrie ucrainenii au eliberat peste 500 de așezări și 12.000 km2.